# Lustro nad Czołówką

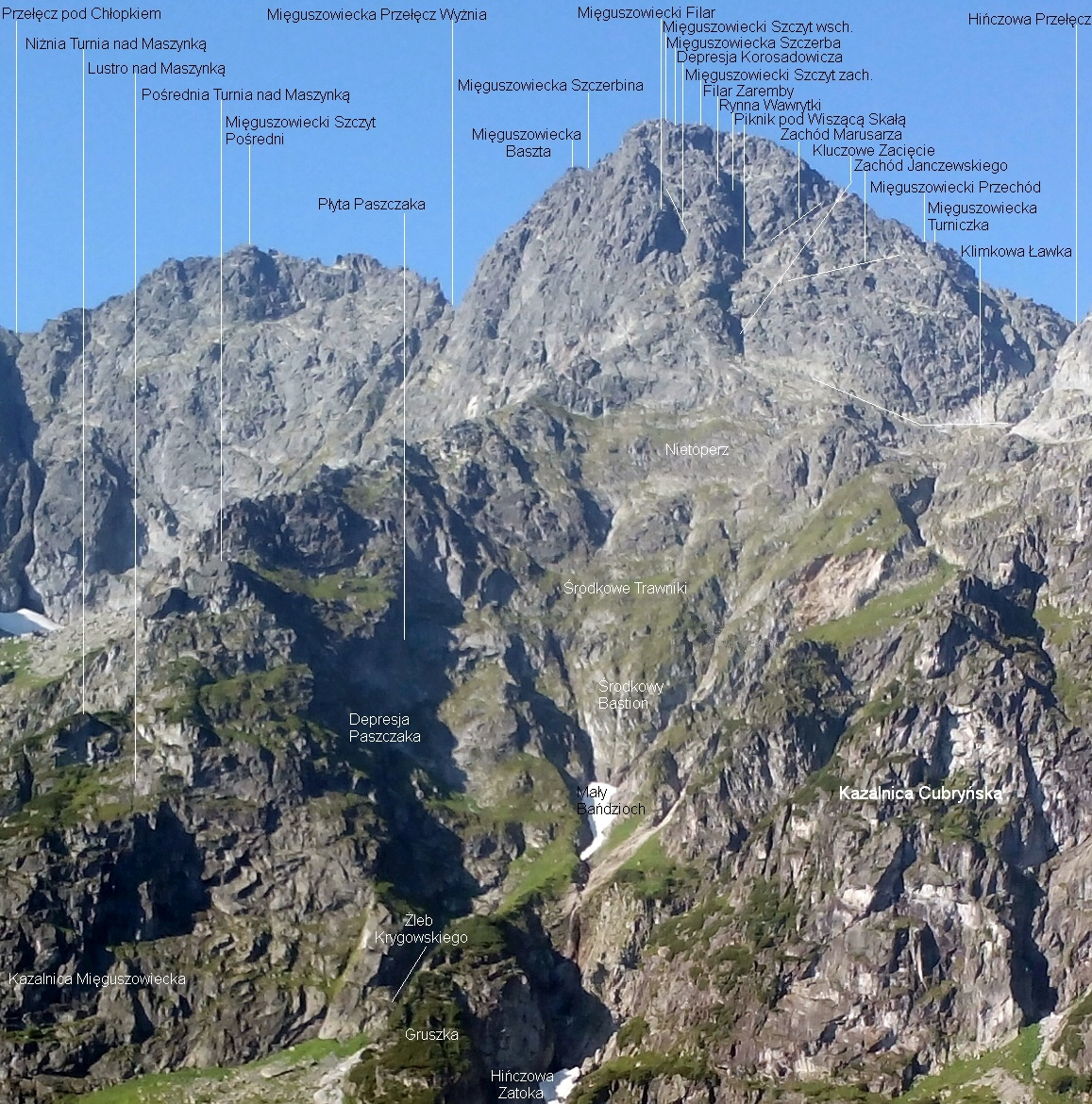
Formacje skalne na północnej ścianie Mięguszowieckiego Szczytu

Lustro nad Czołówką – lustro tektoniczne na Mięguszowieckim Filarze w Tatrach Polskich. Znajduje się nad północną ścianą Czołówki MSW. Jest to olbrzymia, łagodnie nachylona płyta zielonkawej barwy, ku północnej stronie poderwana ostrą krawędzią. Średnie nachylenie wynosi 30 stopni. Płyta ma kształt trójkąta równobocznego o boku szerokości około 50 m. Jego podstawę tworzy Czołówka MSW. Z prawej strony ogranicza ją Zachód Wallischa, z lewej najwyższa część Wielkiego Komina, powyżej wznosi się pionowa ściana Niżniej Turni nad Maszynką. Prawa strona Lustra nad Czołówką jest bardziej stroma i goła (bez roślinności), część lewa jest częściowo zarośnięta trawami i kosodrzewiną.
Większość dróg wspinaczkowych na Czołówce MSW kończy się przy podstawie Lustra nad Czołówką. Przez Lustro nad Czołówką prowadzi także droga Północno-wschodnim filarem (od podstawy Czołówki MSW na Mięguszowiecki Szczyt). Trudność V w skali tatrzańskiej, czas przejścia 6 godz. (latem w dobrych warunkach).
Autorem nazwy Lustra nad Czołówką jest Władysław Cywiński.